# Park Narodowy „Łosinyj ostrow”
Park Narodowy „Łosinyj ostrow” (ros. Национальный парк «Лосиный остров», Nacyonalnyj park „Łosinyj ostrow”) – park narodowy w Rosji, w obwodzie moskiewskim i częściowo w granicach administracyjnych Moskwy. Został utworzony 24 sierpnia 1983 roku, co czyni go drugim pod względem długości funkcjonowania parkiem narodowym w kraju (po Soczijskim Parku Narodowym). 

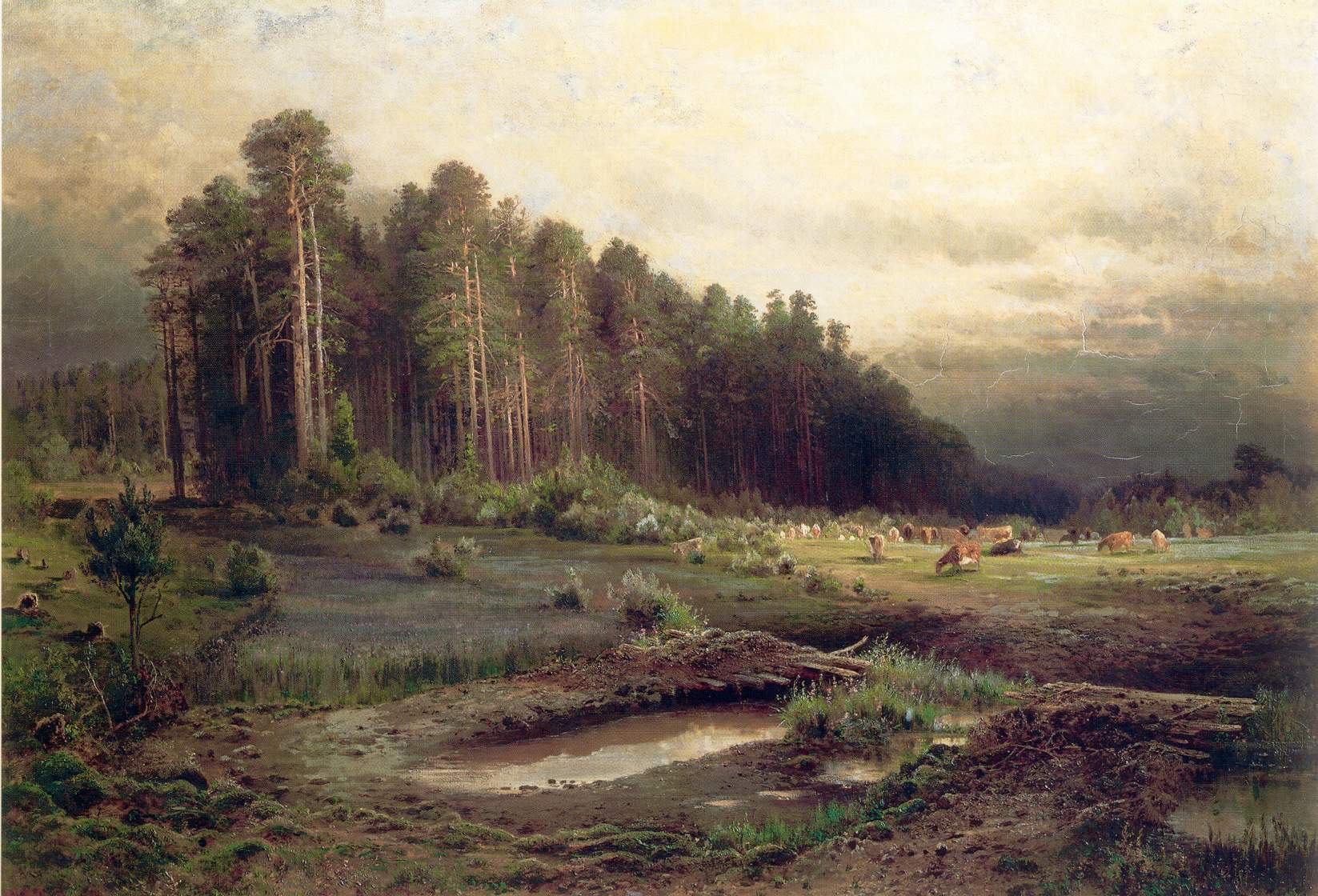
Łosinyj ostrow na obrazie autorstwa Aleksieja Sawrasowa z 1869 roku

## Historia
Pierwsze wzmianki historyczne dotyczące obszaru obecnego parku narodowego pochodzą z 1406 roku. Ziemia ta wchodziła wówczas w skład miejscowych gruntów parafialnych, które służyły jako tereny łowieckie rosyjskich książąt i carów. Według wielu dokumentów było to miejsce szczególnie lubiane przez cara Iwana IV Groźnego. Pod koniec XVIII wieku, w 1799 roku teren parku został przekazany pod zarząd państwa i zakazano na nim wszelkich polowań i odstrzału zwierząt. W 1842 roku utworzono leśnictwo, którego wielkość została oceniona na 6337 ha. W latach 1842–1912 dokonano wielu kontroli lasu, z których ostatnia podzieliła go na cztery strefy funkcjonalne. W 1931 roku tereny te weszły w skład pasa zieleni wokół Moskwy o długości około pięćdziesięciu kilometrów. Dnia 24 sierpnia 1983 roku za sprawą uchwały Rady Ministrów RFSRR utworzono obecnie istniejący park narodowy.

## Geografia

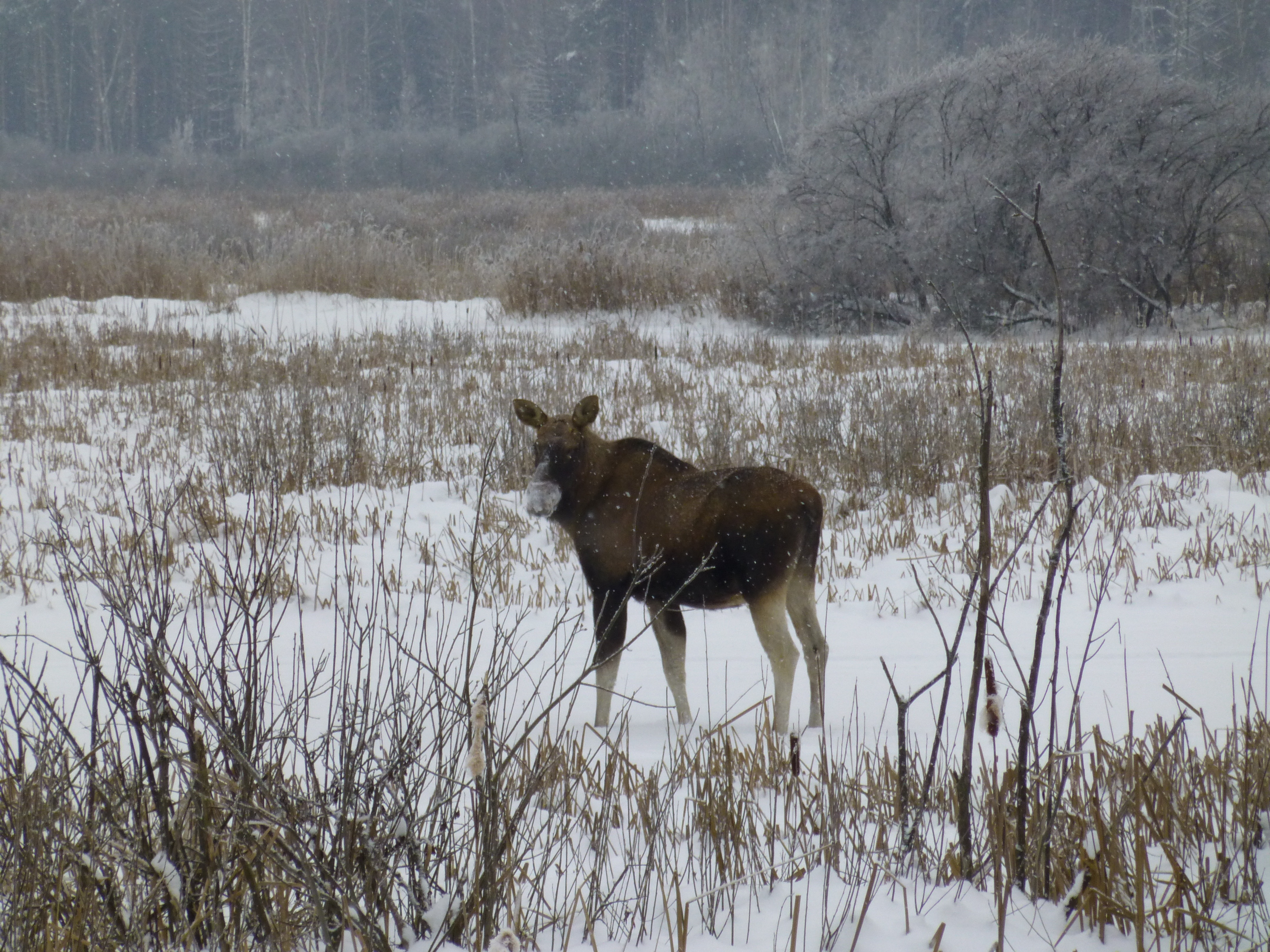
Łoś na obszarze parku

Park narodowy zajmuje powierzchnię 124,14 km² i podzielony jest na trzy strefy funkcjonalne. Około 80% powierzchni zajmują obszary leśne, natomiast pozostałe to w głównej mierze obszary bagienne i wodne. Obszary ścisłej ochrony zajmują 53,94 km². Otulina parku zajmuje obszar 6645 hektarów. Park położony jest na pograniczu Niziny Mieszczorskiej i południowej części Grzędy Klińsko-Dmitrowskiej. Położenie wysokościowe parku waha się w granicach od 146 m n.p.m. na terenie zalewowym rzek Jauzy i Piechorki, do 175 m n.p.m. w jego centralnej części.

## Charakterystyka flory i fauny
Fauna obszaru chronionego obejmuje 247 gatunków kręgowców, w tym ponad 170 gatunków ptaków, 44 gatunki ssaków, około 19 gatunków ryb, 9 płazów i 5 gatunków gadów. Według funkcjonariuszy ochrony parku na początku 2013 roku na terenie objętym ochronną zamieszkiwało około 70 łosi, 300 jeleni wschodnich, 200 dzików, 300 zajęcy, a odnotowywane są również takie zwierzęta, jak lisy, norki, jenoty, wiewiórki, nornice, bobry, piżmaki, myszy, orzesznice, zaś wśród ptaków – bielik zwyczajny, rybołów zwyczajny, bernikla rdzawoszyja, orlik grubodzioby oraz wiele innych.
Na terenie parku narodowego występuje ponad 800 gatunków roślin wyższych, 69 gatunków mchów, ponad 85 gatunków porostów, ponad 120 gatunków grzybów i 150 gatunków glonów. Większość z całkowitej powierzchni leśnej wynoszącej 96,04 km² zajmują gatunki z rodzaju Betula L. (brzozy) – około 46%, Pinus L.  (sosny) – 22%, Picea A. Dietr. (świerki) – 16%, Tilia L. (lipy) – 13%, (dęby) – 3%. Udział pozostałych gatunków jest znikomy, a objawia się głównie w centralnej części parku i reprezentowany jest przede wszystkim przez leszczynę pospolitą, kalinę koralową, bez koralowy, czeremchę zwyczajną i jarząb pospolity. Na obszarze parku szeroko występują gatunki roślin zielnych, sklasyfikowane jako rzadkie i chronione na terytorium Moskwy i obwodu moskiewskiego m.in.: wawrzynek wilczełyko, konwalia, pełnik europejski, dzwonek brzoskwiniolistny, dzwonek pokrzywolistny, podkolan zielonawy, podkolan biały, gnieźnik leśny. Teren parku narodowego jest również jedynym miejscem w Moskwie, gdzie występują naturalne stanowiska przylaszczki pospolitej.
Na terenie parku znajduje się wiele cennych pomników przyrody, są to m.in.: naturalne lasy łęgowe z wieloma przedstawicielami roślin występujących w tzw. Czerwonej Księdze Rosji, las sosnowy z poszczególnymi okazami drzew w wieku 160-220 lat, tereny pierwotne lasów świerkowo-lipowych w wieku około 150 lat i lipy w wieku do 180 lat, a także typowe zestawienie flory oligotroficznej wraz z rzadkimi przedstawicielami porostów na terenach torfowisk.